# Mesa Almirantazgo de control de tiro

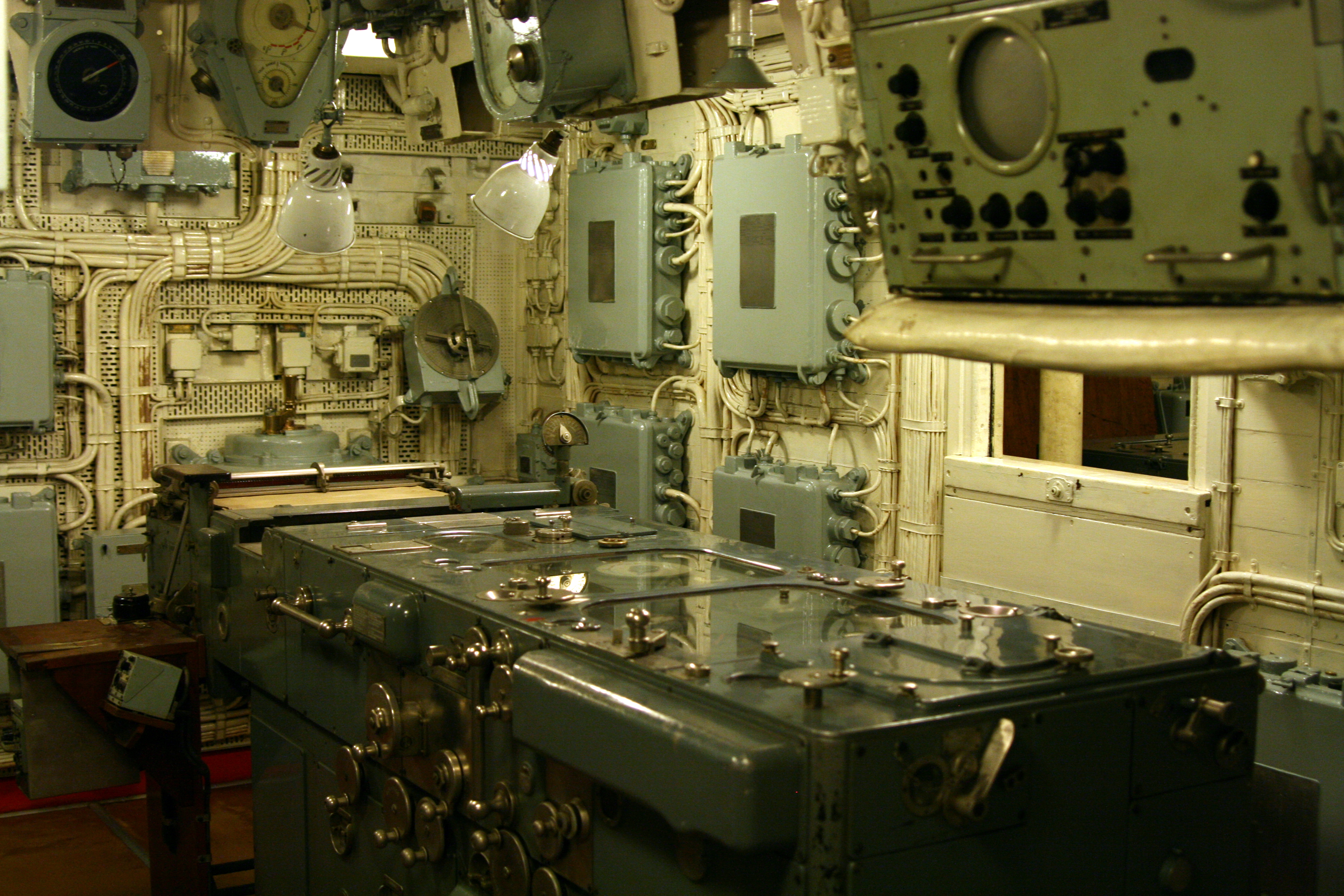
Mesa Almirantazgo de control de tiro del.

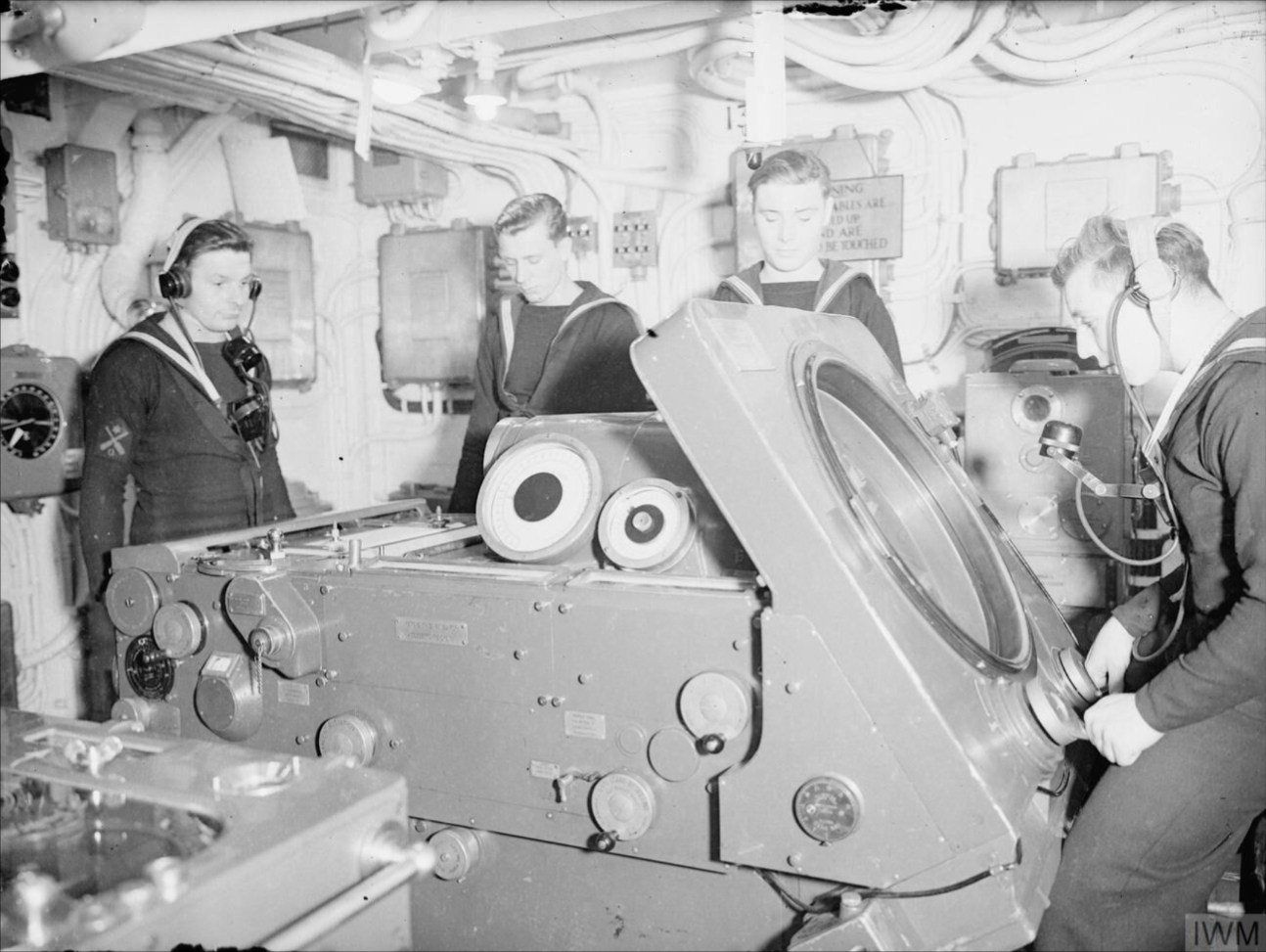
Mesa Almirantago MkIV del HMS Duke of York

La Mesa Almirantazgo de control de tiro  fue un dispositivo electromecánico de control de fuego que calculaba la elevación y deflexión correctas para la batería principal de un crucero o acorazado de la Royal Navy, de modo que los proyectiles disparados dieran en el blanco.
Fue el resultado de una comisión que evaluó en 1918 el desempeño de la mesa Dreyer durante la Primera Guerra Mundial.

## Antecedentes
En septiembre de 1918 el Almirantazgo británico formó una comisión para evaluar el desempeño de la artillería y el funcionamiento de la mesa Dreyer a bordo de sus buques. El informe final recomendó hacer una nueva mesa que considerara lo mejor de la mesa Dreyer, del reloj Ford y del reloj Argo, esta debería ser más compacta y eficiente. La nueva mesa se llamó Almirantazgo y estuvo operativa a bordo desde 1920.

## Instalación a bordo
La mesa Almirantazgo MK 1 fue instalada en los acorazados HMS Nelson y HMS Rodney a principios de 1920, mientras que los acorazados Warspite, Valiant y Queen Elizabeth y el crucero de batalla Renown, recibieron mesas Mk VII a finales de 1930. Los acorazados de la clase King George V recibieron una mesa Mk IX, mientras el Vanguard recibió la variante final, la Mk X. La mesa Almirantazgo fue la sucesora de las mesas Dreyer y del Argo Clock.

## El reloj Almirantazgo
El reloj Almirantazgo del control de tiro fue una versión simplificada de la mesa Almirantazgo y fue utilizado para el control local de la batería principal y el control primario de la batería secundaria de los acorazados y de los cruceros y de la batería principal de destructores y de otra naves pequeñas. Algunos cruceros más pequeños también utilizaron el Reloj Almirantazgo para el control de su batería principal. La principal diferencia entre la mesa y el reloj Almirantzgo fue la instalación de un ploter en el primero, que podía trazar el rumbo tanto del buque propio como el movimiento del buque enemigo y registrar el punto medio de impacto de las salvas disparadas. Ambos sistemas fueron utilizados para el control de la artillería contra objetivos de superficie. El sistema de control gran ángulo y el reloj de espoletas se utilizaron para el control de la artillería contra los aviones.